# Pardosa astrigera
Pardosa astrigera este o specie de păianjeni din genul Pardosa, familia Lycosidae, descrisă de L. Koch, 1878. Conform Catalogue of Life specia Pardosa astrigera nu are subspecii cunoscute.